# Попадич Федір Миколайович
Фе́дір Микола́йович Попа́дич (нар. 13 (26) лютого 1877, с. Великі Будища, Полтавського повіту — пом. 7 червня 1943, м. Коломна Московської області РСФСР) — український хоровий диригент, композитор і педагог.

## Біографія
Народився у Великих Будищах на Полтавщині в багатодітній родині. Попри те що дітей у Попадичів було 13-ть, вижив лише Федір та його молодша сестра. Після закінчення церковнопарафіяльної школи потрапив до архієрейського хору в Полтаві звідки був виключений у 15-ть років через проблеми з голосом. Згодом, одночасно працюючи на місцевому книжковому складі, продовжив музичне навчання почавши самотужки вчитися грі на скрипці та відвідувати, відкриті у 1896 році, приватні музичні класи Ф.Базилевича. Незабаром його запросили помічником регента архієрейського хору та викладачем хорових курсів.
1904-го року стає студентом історико-теоретичного відділення щойно відкритого музичного училища Ахшарумова. Попадич відвідував лекції з гармонії і теорії композиції, навчався в класах фортепіано й хорового співу але через скрутне матеріальне становище мусив закінчити освіту і з третього курсу залишив училище. По тому брав приватні уроки, вивчав французьку та німецьку мови. 1910 року склав екстерном іспити за чотири класи гімназії та одержав звання учителя. 1913 року Ф.Попадич — керівник хорової капели «Боян», одним з організаторів котрої також стає В.Щепотьєв. Викладав співи та музику в 1-й полтавській чоловічій гімназії, у Полтавському інституті шляхетних дівчат та в приватних гімназіях. Від 16 квітня 1918 року керівник Полтавського українського національного хору (згодом Полтавська хорова капела) одним з активних учасників котрого був Іван Козловський. У кінці 1920-х років Попадич видає збірку українських пісень власної обробки й присвячує її М.Лисенку, а також присвячує пам'яті композитора один із найкращих своїх хорових творів «Серце музики» на слова М.Вороного. У квітні 1921 року Федір Попадич стає одним із організаторів Музичного товариства ім. М.Леонтовича. З 1925-го художній керівник Полтавської капели бандуристів. Одночасно Федір Миколайович викладає в музичному училищі техніку диригування, а з 1928-го по 1933-й обіймає посаду директора, особисто підтримував Григорія Китастого котрий у той час навчався в училищі. 1934-го року виїхав у місто Коломну, до родини своєї дочки. В Підмосков'ї працював директором Палацу культури Коломенського машинобудівного заводу, створив ансамбль червоноармійської пісні й танцю, працював над музикою для місцевого драмтеатру.

## Твори
Федір Миколайович є автором композицій «1905 рік», «Якимівська трагедія», канту «Величає душа моя Господа», маршу «Кроком крицевим», вокальних творів та обробок народних пісень.